# Califanthura dodecaseta
Califanthura dodecaseta is een pissebed uit de familie Paranthuridae. De wetenschappelijke naam van de soort is voor het eerst geldig gepubliceerd in 2003 door Kensley.